# Hedyselmis opis
Hedyselmis opis is een keversoort uit de familie beekkevers (Elmidae). De wetenschappelijke naam van de soort werd in 1976 gepubliceerd door Howard Everest Hinton.